# Jean Campiche
Jean Campiche (Lausanne, 25 de enero de 1945) es un ingeniero en electrónica suizo especializado en el cronometraje deportivo. También fue piloto de motociclismo que compitió en el Campeonato del Mundo de Motociclismo desde 1969 hasta 1972.

## Biografía
Campiche comenzó en el mundo de la competición como piloto de motociclismo. Debutó en el Gran Premio de Francia de 1969 de 50cc y disputó una veintena de carreras en diferentes categorías.
En 1972, abandonaba el mundo del pilotaje profesional y pide trabajo en el Tag Heuer y se convertiría en el cronometrador oficial de Ferrari. En aquel entonces, era inusual que un equipo de Fórmula 1 tuviera un técnico de cronometraje dedicado, pero Enzo Ferrari quería que sus autos se cronometraran alrededor de su pista privada de Maranello con la mayor precisión posible para detectar pérdidas de rendimiento. El rendimiento de los Ferrari fue meteórico y Campiche se convirtió en una auténtico gurú del cronometraje de más alto nivel; en una fase que aún estaba a caino entre la mecánica y la electrónica.
Campiche está al servicio de la escudería italiana durante 14 años. En 1989, lleva la tecnología de la medición cronométrica al Copa del Mundo de esquí alpino y, en 1992, su equipo vuelve a la Fórmula 1 ya que Bernie Ecclestone los designa como cronometradores oficiales de la competición.
En 2003, avanzamos hacia las carreras del Indy Car en Estados Unidos y se convierte en el deporte más exacto hasta ese momento.

## Resultados
Sistema de puntos de 1950 a 1968:
| Posición | 1 | 2 | 3 | 4 | 5 | 6 |
| Pts.     | 8 | 6 | 4 | 3 | 2 | 1 |

Sistema de puntuación a partir de 1969:
| Posición | 1  | 2  | 3  | 4 | 5 | 6 | 7 | 8 | 9 | 10 |
| Pts.     | 15 | 12 | 10 | 8 | 6 | 5 | 4 | 3 | 2 | 1  |

(Carreras en negrita indica pole position, carreras en cursiva indica vuelta rápida)
| Año  | Cat.  | Equipo        | 1     | 2       | 3      | 4     | 5      | 6      | 7      | 8       | 9       | 10    | 11      | 12    | 13    | Pts. | Pos. |
| ---- | ----- | ------------- | ----- | ------- | ------ | ----- | ------ | ------ | ------ | ------- | ------- | ----- | ------- | ----- | ----- | ---- | ---- |
| 1969 | 50cc  | Honda         | ESP - | GER -   | FRA 17 |       | NED -  | BEL -  | RDA -  | CZE -   | FIN -   | ULS - | NAT -   | YUG - |       | 0    | -    |
| 1969 | 125cc | Honda         | ESP - | GER -   | FRA 9  | IOM - | NED -  | BEL -  | RDA -  | CZE -   | FIN -   | ULS - | NAT -   | YUG - |       | 2    | 45.º |
| 1969 | 350cc | Aermacchi     | ESP - | GER -   | FRA -  | IOM - | NED 11 | BEL -  | RDA -  | CZE -   | FIN Ret | ULS - | NAT 13  | YUG - |       | 0    | -    |
| 1970 | 50cc  | Guazzoni      | GER - | FRA -   | YUG -  |       | NED -  | BEL -  | RDA -  | CZE Ret |         | ULS - | NAT -   | ESP - |       | 0    | -    |
| 1970 | 350cc | Aermacchi     | GER - | FRA -   | YUG 15 | IOM - | NED -  |        | RDA 14 | CZE 18  | FIN -   | ULS - | NAT 15  | ESP - |       | 0    | -    |
| 1970 | 500cc | Honda         | GER - | FRA -   | YUG 10 | IOM - | NED -  | BEL -  | RDA 14 |         | FIN 10  | ULS - | NAT Ret | ESP - |       | 2    | 44.º |
| 1971 | 500cc | Juan's Yamaha | AUT - | GER -   | IOM -  | NED - | BEL -  | RDA 7  |        | SWE -   | FIN -   | IRL - | NAT Ret | ESP - |       | 4    | 34.º |
| 1972 | 350cc | Yamaha        | GER - | FRA Ret | AUT -  | NAT - | IOM -  | YUG 10 | NED -  |         | RDA -   | CZE - | SWE -   | FIN - | ESP - | 1    | 36.º |
| 1972 | 500cc | LinTo         | GER - | FRA Ret | AUT -  | NAT - | IOM -  | YUG 13 | NED -  | BEL -   | RDA -   | CZE - | SWE -   | FIN - | ESP - | 0    | -    |